# Jan Pašek (Maler)

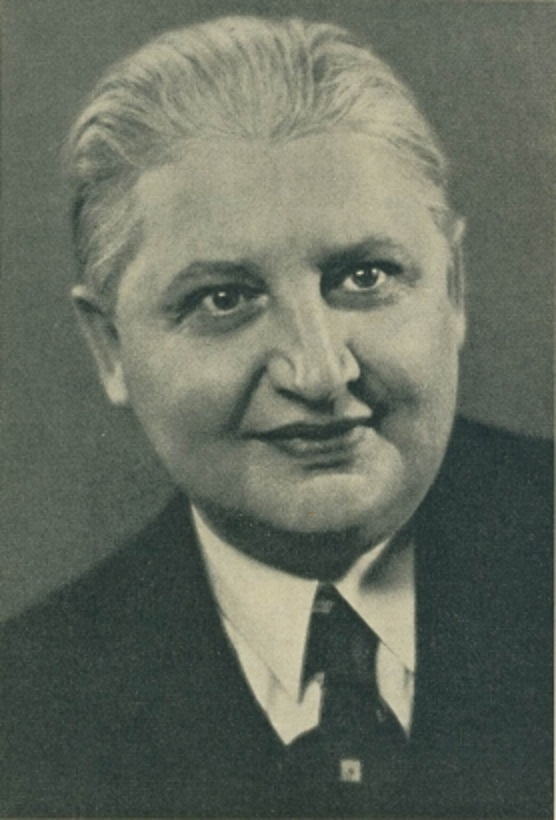
Jan Pašek

Jan Pašek (* 8. April 1891 in Lieben/Libeň; † 14. April 1960 in Prag) war ein tschechischer Maler.

## Leben
Jan Pašek studierte von 1908 bis 1910 an der Hochschule für Angewandte Kunst in Prag bei Karel Reiss, Emanuel Dítě und Arnošt Hofbauer sowie von 1910 bis 1913 an der Kunstakademie Prag bei Vojtěch Hynais, Maximilián Pirner und Hanuš Schwaiger.
Während des Ersten Weltkrieges diente er in der österreichisch-ungarischen Armee und geriet in Valjevo (Serbien) in Gefangenschaft. Er wurde am 10. Februar 1918 in Trompeloup in die tschechoslowakischen Legionen der französischen Fremdenlegion aufgenommen und blieb dort Mitglied bis zur Demobilisierung am 30. April 1921.
Von 1919 bis 1921 arbeitete er beim Verlag „Widerstandsgedenken“ in Prag. Er war von 1898 bis 1952 Mitglied der Union der bildenden Künstler in Prag. Er war insbesondere ein bedeutender Landschafts- aber auch ein figürlicher und Porträtmaler. Die dramatischen Ereignisse des Ersten Weltkrieges und die böhmischen, slowakischen und französischen Landschaften haben ihn besonders inspiriert.
Seine Werke wurden zwischen 1924 und 2012 auf zahlreichen Ausstellungen in verschiedenen Galerien, Kunsthallen, öffentlichen Gebäuden und Museen in Prag und Brünn gezeigt. Seine Bilder wurden und werden auf Auktionen und in Galerien auch international angeboten und er ist damit auch in vielen Auktionskatalogen zu finden. In der Auktionsbank ADEC ist er ebenfalls mit Ölgemälden zu finden.

## Vertretung in tschechischen Galerien und Museen
• Galerie der Region Mittelböhmen
• Regionalgalerie der Region Vysočina in Jihlava
• Nordböhmische Galerie der Bildenden Künste in Litoměřice
• Stadtmuseum Brünn
• Museum für Nationalliteratur
• Regionale Galerie der Schönen Künste in Zlín
• Prager Stadtgalerie

## Ausstellungen
1924: XXXVII. regelmäßige Frühjahrsausstellung der Union der Künstler in Prag mit einer Sammlung von Werken von Stanislav Lolek zu seinem 50. Geburtstag, Stadthaus, Ausstellungshallen, Prag
1928: Tschechoslowakische Kunst 1918–1928, Brünn
1938: Unser Soldat in der bildenden Kunst des XIX. und XX. Jahrhunderts, Gemeindehaus,- Ausstellungshallen, Prag
1940–1941: Nation und ihre Künstler, Prag
1941: Tschechische Kunst, Kaufhaus Weißer Schwan Prag
1942: Nation und ihre Künstler, Prag
1942: 119. Mitgliederausstellung des Künstlervereins, Haus des Künstlervereins Mánes, Prag
1945: Ausstellung der Auswahl der aus der Zeit der deutschen Okkupation geretteten Gemälde und Skulpturen aus den Sammlungen des Museums der Befreiungsgedenkstätte, Pavillon der Vereinigung der bildenden Künstler, Prag
1945: Union der Künstler: 134. Ausstellung , Myslbek Palast, Prag
1946: Mensch und Arbeit, Myslbek Pavillon, Prag
1946–1947: Union der Künstler: Mitgliederausstellung , Pavillon der Vereinigung der bildenden Künstler Prag
1947: Künstlervereinigung: Mitgliederausstellung 1947, Pavillon der Vereinigung der bildenden Künstler Prag
1948–1949: 50 Jahre Union der bildenden Künstler (Teil II), Pavillon der Vereinigung der bildenden Künstler Prag
1949–1950: Künstler des 2. All-Unions-Kongresses, Haus der schönen Künste Prag
1950–1951: Ergebnisse der Kunst 1950, Haus der Schönen Künste Prag
1972: Jan Pašek: Landschaften, Figuren, Stillleben, Museum für Goldbergbau und -verarbeitung in Jílové bei Prag (Prag-West)